# Stipagrostis fastigiata
Stipagrostis fastigiata är en gräsart som först beskrevs av Eduard Hackel, och fick sitt nu gällande namn av De Winter. Stipagrostis fastigiata ingår i släktet Stipagrostis och familjen gräs. Inga underarter finns listade i Catalogue of Life.